# Systropha hirsuta
Systropha hirsuta is een vliesvleugelig insect uit de familie Halictidae. De wetenschappelijke naam van de soort is voor het eerst geldig gepubliceerd in 1839 door Spinola.